# Assoelettrica
Assoelettrica (Associazione Nazionale delle Imprese Elettriche) è stata l'associazione di settore italiana che dal 2002 rappresentava gli interessi comuni dell'industria elettrica in Italia. Dal 27 aprile 2017, con l'integrazione con assoRinnovabili,  ha cambiato denominazione in Elettricità Futura. Assoelettrica associava 70 imprese che coprono circa il 75% dell'energia elettrica generata in Italia. Ora, Elettricità Futura associa oltre 700 imprese ed aderisce a Confindustria ed a Eurelectric.

## Struttura organizzativa
Assoelettrica, ora Elettricità Futura, è guidata da un'assemblea (composta dai rappresentanti legali degli associati) e da un presidente, nominato dall'assemblea e in carica per 4 anni.
Il presidente in carica è Simone Mori, direttore degli Affari Europei di Enel, che sostituisce Chicco Testa.

## Membri
Le seguenti società sono alcuni dei membri di Assoelettrica:
A2A,
Acea Energia,
Acea Produzione,
Alpiq Energia Italia,
Api,
Aquafil, 
Asja Ambiente Italia, 
Bio Energia Guarcino, 
Biogen Chivasso, 
Bioenergie, 
BKW Italia, 
Burgo Group, 
Cartiera dell'Adda,
F.lli Cicolella, 
Columbian Carbon Europa, 
Compagnia Valdosatana delle Acque, 
Consorzio Euro Terminal Energia, 
Consorzio Latterie Virgilio,
Dolomiti Edison Energy,
E2i Energie Speciali,
E. Giovi,
E.On Energia,
E.On Produzione Centrale Livorno Ferraris,
E.On Produzione,
E.Va. Energie Valsabbia,
Ecofor Service,
EDF EN Italia,
Edipower,
Edison,
Enel ,
Energia & Servizi, 
Enipower, 
Eni, 
EP Produzione, 
Erg Renew, 
ERG Power Generation, 
ETRA, 
Euroenergygroup, 
Falck Renewables, 
Fantoni Blu, 
Fusine Energia,
Geofor, 
Giordano Energy, 
Global Solar Fund Engineering Italy, 
Gruppo Cordenons, 
Idroelettriche Riunite,
Idrohaco, 
I.GI., 
Industrie Riunite Filati,
Isab, 
Ital Green Energy, 
Italgen,
Italiana Coke,
Linea Energia,
Marazzi Group,
Meta Energia,
Munksjo Italia,
NK Hydro,
Nuova Solmine,
Oxon Italia,
Raffineria di Milazzo,
Saras,
Sardinia Bio Energy,
Sarpom,
SECA,
Seci,
SICET,
SIED, 
Sistemi di Energia,
Sorgenia,
Skiarea Miara,
Tampieri Energie,
TEI Energy,
Utilità,
Worldenergy.